# 미야자키 기와라
미야자키 기와라(일본어: 宮崎 幾笑, 1998년 2월 17일 ~ )는 일본의 축구 선수이다.

## 구단 경력
그는 2015년부터 2023년까지 J리그의 알비렉스 니가타, 츠바이겐 가나자와, FC 도쿄, 파지아노 오카야마, 이와키 FC에서 활동하였다.